# Jonathan Penrose
Jonathan Penrose (Colchester, 7 ottobre 1933 – 30 novembre 2021) è stato uno scacchista britannico, Grande maestro  nel gioco a tavolino e in quello per corrispondenza.

## Biografia
Di professione psicologo e professore universitario, è figlio del genetista Lionel Penrose e fratello del matematico Oliver Penrose e del fisico, matematico e filosofo Roger Penrose.
Dopo aver imparato a giocare all'età di quattro anni, divenne membro del circolo scacchistico di Hampstead a dodici anni, e campione inglese under 18 a quattordici. A diciassette anni era considerato una promessa dello scacchismo britannico; nel 1950 sconfisse Bogoljubov e Tartakover in un torneo a Southsea, mentre nel torneo di Hastings del 1950/51 batté il campione francese Rossolimo.
Nel 1961 gli fu assegnato il titolo di Maestro Internazionale; tra gli anni '60 e l'inizio degli '70 fu il principale scacchista inglese, vincendo per dieci volte il campionato britannico tra il 1958 e il 1969. Scelse tuttavia di non diventare professionista, anteponendo l'insegnamento agli scacchi e non partecipando a molti tornei internazionali, rifiutando anche inviti di tornei prestigiosi come Hastings; malgrado questo raggiunse il titolo di Grande maestro, conferitogli dalla FIDE nel 1993.
Partecipò per l'Inghilterra a nove olimpiadi degli scacchi dal 1952 al 1974, ottenendo spesso ottimi risultati, in particolare alle olimpiadi di Varna 1962 (nove vittorie, una sconfitta, sette patte) e di Lugano 1968 (10 vittorie, 5 patte), nelle quali ottenne la medaglia d'argento individuale in prima scacchiera. Alle olimpiadi di Lipsia 1960 sconfisse il campione mondiale in carica Michail Tal', divenendo il primo scacchista britannico dopo Joseph Blackburne (che nel 1899 batté Lasker) a sconfiggere il campione regnante.
Dopo aver avuto un collasso nervoso alle olimpiadi di Siegen 1970 nel mezzo di una partita, Penrose passò agli scacchi per corrispondenza, nel quale guadagnò il titolo di Maestro Internazionale nel 1980 e di Grande Maestro nel 1983. Guidò la Gran Bretagna alla vittoria della nona  Olimpiade per corrispondenza, svoltasi tra il 1982 e il 1987.
Nel 1971 gli fu conferita l'onorificenza dell'Ordine dell'Impero Britannico.